# Zatolmin
Zatolmin je vas v Občini Tolmin.
Zatolmin je izhodišče za ogled korit reke Tolminke (Hudičevega mostu), Zadlaške jame in doline Polog s spominsko cerkvico svetega Duha iz prve svetovne vojne v Javorci.